# Rika Zaraï
Rika Gozman, dite Rika Zaraï (en hébreu : ריקה זראי), est une chanteuse franco-israélienne, née le 19 février 1938 à Jérusalem (alors en Palestine mandataire) et morte le 23 décembre 2020 à Paris 15e.
Elle est également connue pour son engagement en faveur de la médecine non conventionnelle et notamment l'usage médicinal des plantes, publiant plusieurs ouvrages dont Ma médecine naturelle, best-seller en 1986.

## Biographie

### Jeunesse
Rika Gozman naît le 19 février 1938. Le prénom israélien Rika est un diminutif de Rivka, dont Rebecca est la forme usuelle en français. Son père est né dans la communauté juive d'Odessa (maintenant en Ukraine) importante à l'époque dans l'Empire russe, et sa mère vient de Vologine, alors en Pologne.
Elle passe son bac à 17 ans et obtient de faire immédiatement son service militaire, devançant l'appel d'un an. Elle suit le conservatoire de musique de Jérusalem où elle obtient un premier prix de piano. Au cours des 18 mois d'armée, elle est désignée productrice de musique dans un groupe de l'armée du centre. Elle chante une comédie musicale, Cinq sur cinq, composée par Yohanan Zaraï son pianiste, qui deviendra son mari. Ce spectacle a un grand succès dans les camps militaires, comédie qui sera également montée au Théâtre Ohel de Tel Aviv. Sa fille, Yaël, naît en Israël.

### Carrière

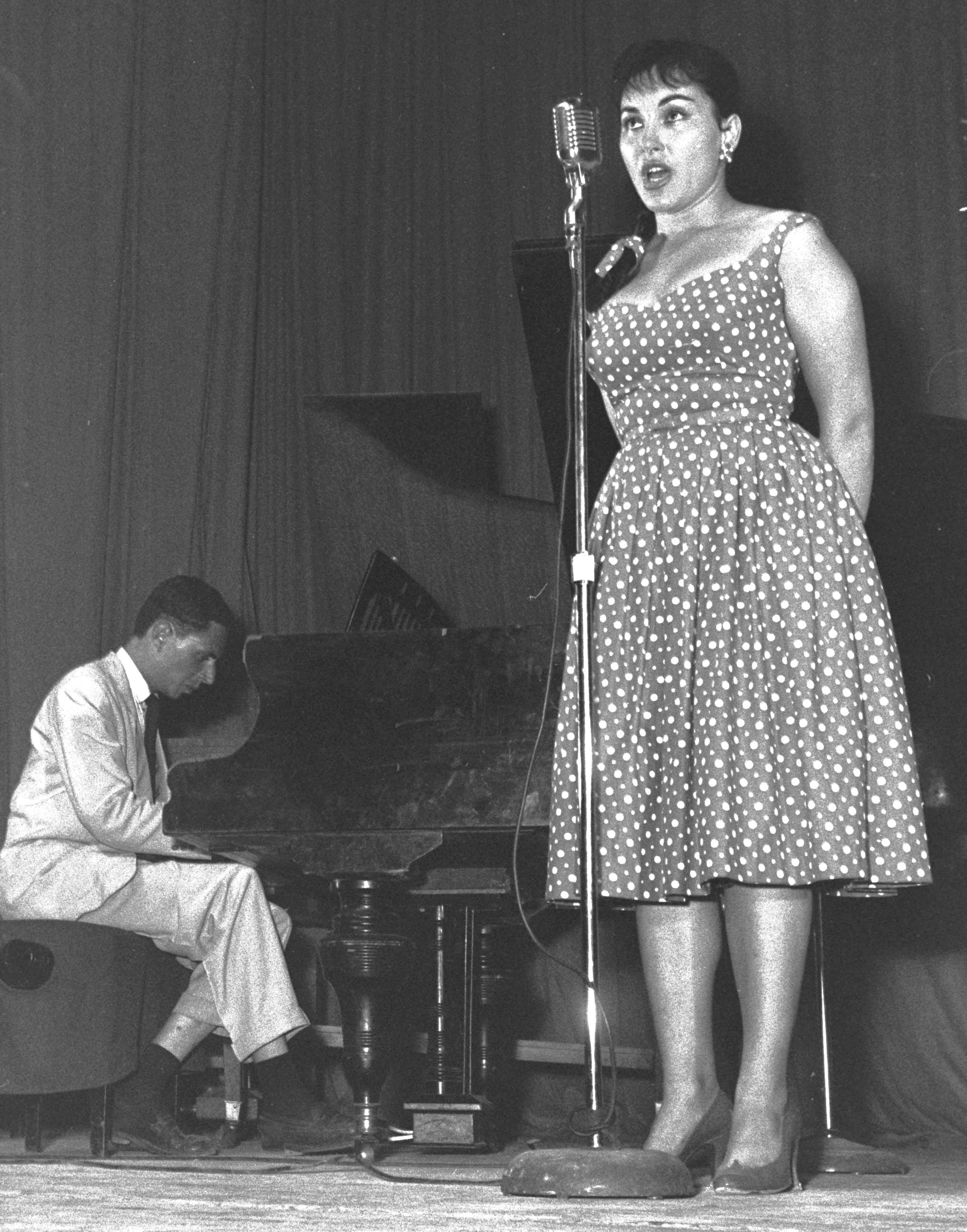
Rika et Yohanan Zaraï en 1958.

Venue en France pour chanter, elle se présente devant Bruno Coquatrix, qui est à l'époque le directeur artistique de l'Olympia. Elle ne parle à ce moment-là que l'anglais et l'hébreu. Bruno Coquatrix refuse de l'engager tant qu'elle ne saura pas parler français. Elle chante alors dans des cabarets parisiens, notamment le Caroll's et la Villa d'Este pendant deux ans et demi. Elle rencontre Eddie Barclay un soir, venu en quête de chanteuses « avec accent », qui l'engage. Cette rencontre est décisive : Eddie Barclay lui fait signer un contrat sous le label « Bel air ». Elle enregistre L'Olivier et Hava Nagila, qui commencent à être diffusées à la radio. Les médias parlent bientôt d'elle. En 1961, Bruno Coquatrix, fidèle à sa parole, l'engagera en première partie de Jacques Brel à l'Olympia. Elle rencontre à cette occasion Jean-Pierre Magnier (à l'époque musicien qui accompagne Jacques Brel) qui devient un collaborateur, puis son producteur et enfin son second mari.
Denise Glaser l'invite dans sa célèbre émission Discorama et Lucien Morisse à Europe 1, dans l'émission diffusée en direct Musicorama. En octobre 1960, elle est la révélation du programme de Bobino dont Marcel Amont est la vedette. Elle assure la première partie du récital de Jacques Brel en octobre 1961 à l'Olympia et en 1963 à Bobino. Elle est à l'Olympia en mai 1963 en première partie avec Les Chaussettes noires. Elle est à Bobino en 1964 pendant trois semaines avec Henri Tisot.

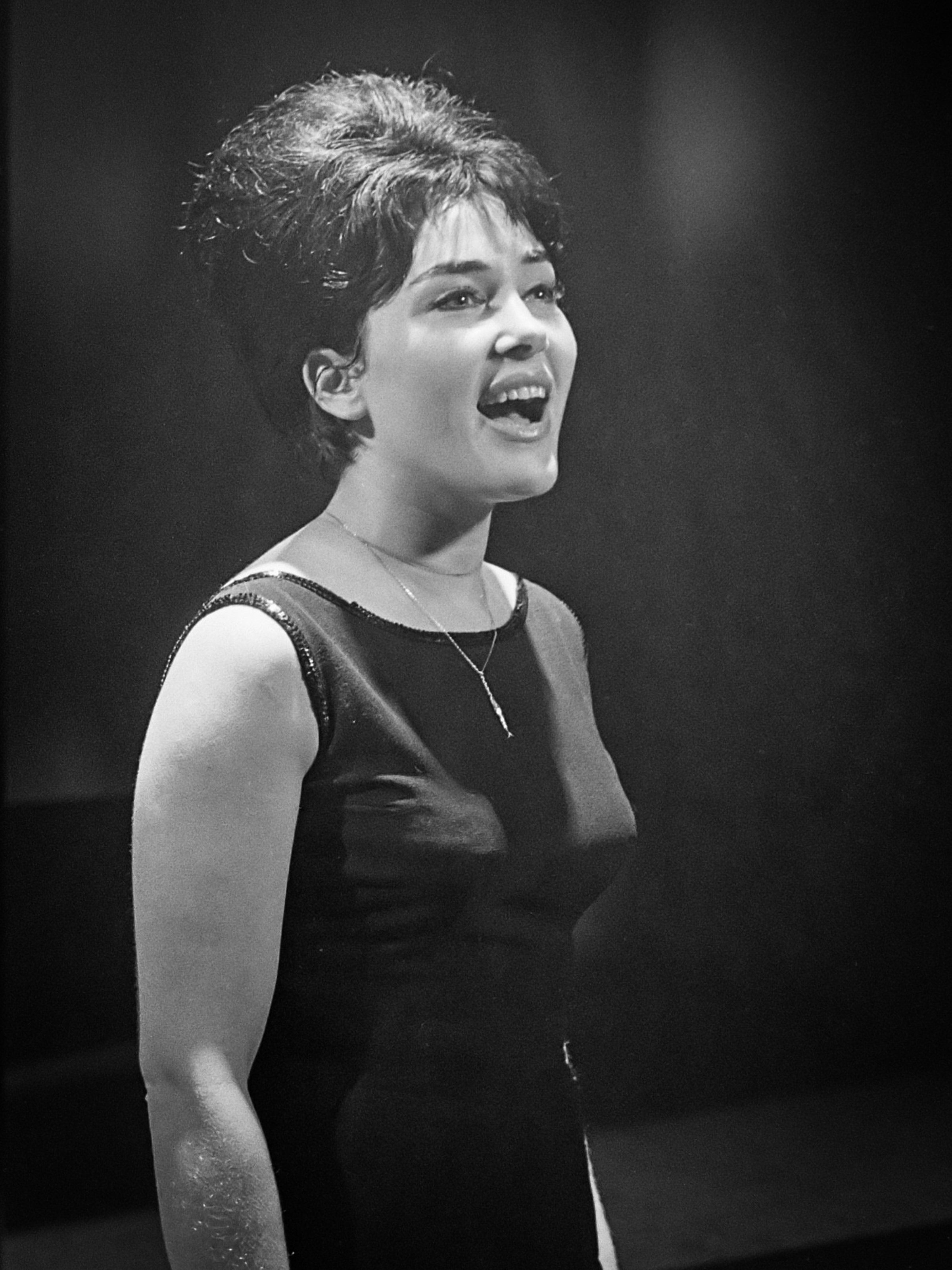
Rika Zaraï en 1963.

En 1963, elle enregistre Tournez manèges et elle est filmée dans un scopitone par Claude Lelouch. Puis elle crée deux chansons de Charles Aznavour : Le Temps et Et pourtant. De ce dernier, en 1964, elle a également publié une version en italien, sous le titre Ma perchè, avec l'autre chanson Non dite le bugie (Fais pas pleurer les filles d'Armand Seggian et Pierre Varenne).
En 1965, c'est sa première grande tournée avec Gilbert Bécaud en vedette ; elle compose la musique de la chanson Prague la même année qui devient en 1966 son premier grand tube. Sa carrière est lancée et arrive son second grand tube en 1969, Casatschok (adaptation de la chanson russe Katioucha), suivi par des titres comme Sans chemise, sans pantalon (reprise de Gérard La Viny), Alors je chante (l'adaptation française de Vivo cantando, une des quatre chansons gagnantes de l'Eurovision 1969), Michael, Balapapa et Tante Agathe. Elle popularise également en francophonie des classiques du répertoire israélien, tels que Hava Nagila, Yerushalayim shel zahav (Jérusalem ville d'or) et Hallelujah (Grand Prix Eurovision 1979). Son interprétation de Yerushalayim shel zahav devient également un succès aux Pays-Bas.
Le 9 novembre 1969, elle est victime d'un grave accident de voiture. La chanteuse sombre dans le coma profond durant six jours et reste immobilisée pendant huit mois dans une coquille de plâtre. Malgré un pronostic médical réservé, elle récupère totalement au bout de trois ans. C'est pendant sa pénible convalescence que Rika enregistre en guise de pied de nez à sa souffrance, la chanson Balapapa, aux paroles joyeuses et qui connaîtra un grand succès avec 340 000 exemplaires vendus.
Elle se produit à l'Olympia en vedette principale du 25 mars au 5 avril 1970, du 9 au 21 mars 1971, et du 1er au 12 septembre 1972.

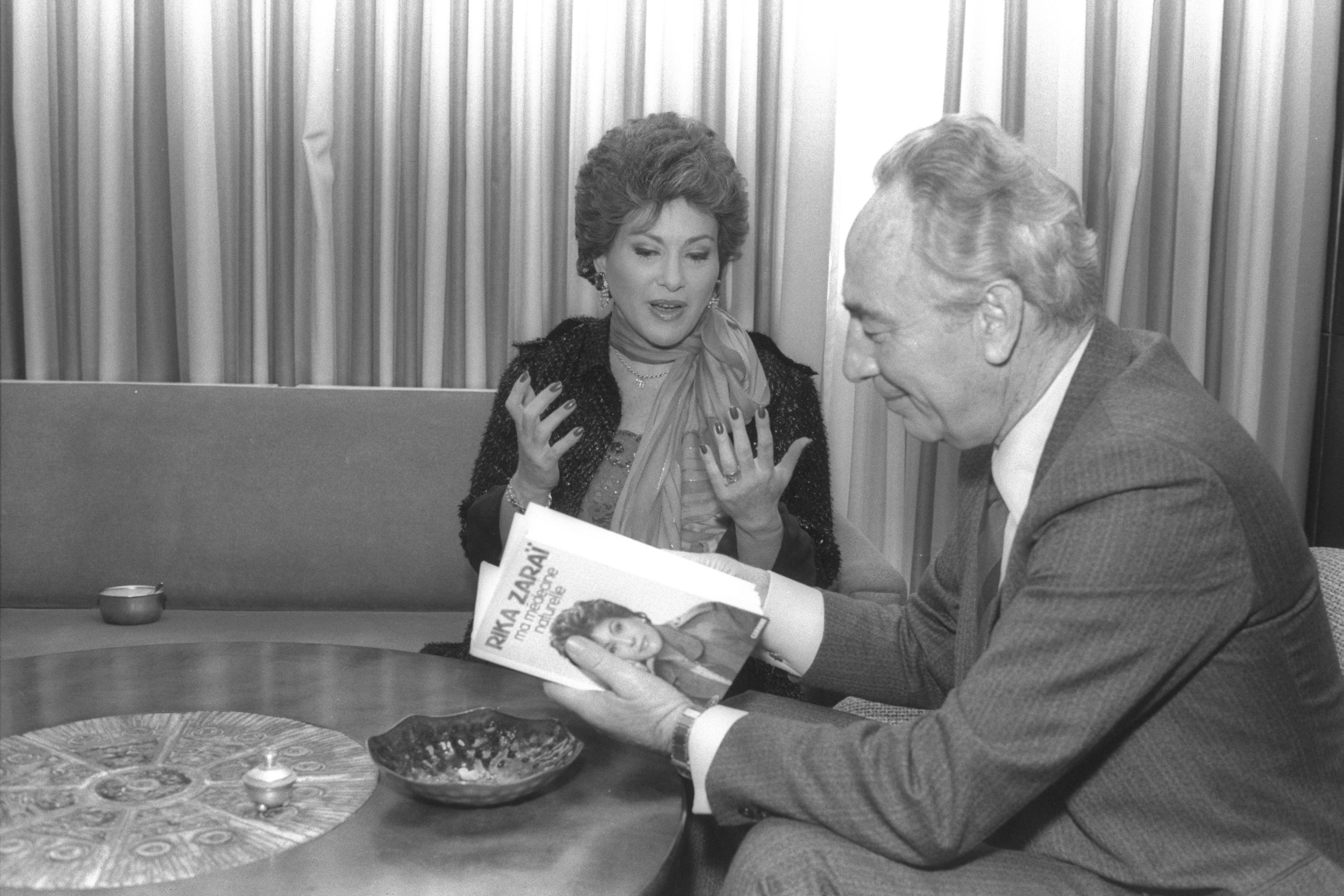
Rika Zaraï présente son livre Ma médecine naturelle au Premier ministre israélien Shimon Peres en 1986.

Outre sa carrière musicale, Rika Zaraï s'illustre dans la promotion de la médecine par les plantes à partir des années 1980. Après avoir fait onze années d'étude de la médecine non conventionnelle[pas clair], elle publie en 1985 un livre, Ma médecine naturelle, qui est vendu à trois millions d'exemplaires. Ses prises de position dans ce domaine rencontrent de vives oppositions, notamment de la part des pharmaciens français, et font l'objet de railleries des humoristes et chansonniers du moment, en particulier sur le sujet des bains de siège.
En 1985, elle publie un nouvel album, Sans rancune et sans regret, et se produit à l'Olympia du 22 au 25 mai 1986.
De 1987 à 1990, elle fait partie des invités de l'émission culinaire hebdomadaire Quand c'est bon ?… Il n'y a pas meilleur ! diffusée sur FR3 et animée par François Roboth.
De 1986 à 1990, elle est également une invitée régulière de l'émission Les Grosses Têtes sur RTL.
Après avoir publié d'autres livres dans les années 1990 et continué des études sur la santé (elle obtient le diplôme de conseillère de santé holistique), elle fait son retour à la chanson en 2000 avec l'album Hava. Elle chante au Queen à Paris en 2000, et son remix de Hava naguila connaît le succès dans les discothèques où elle chantera jusqu'en 2004.
En 2006, elle publie ses mémoires : L'espérance a toujours raison.
En 2007, elle participe à la deuxième année de la tournée Âge Tendre et têtes de bois dans toute la France.
En 2008, Rika Zaraï fête ses cinquante ans de carrière dans la chanson, avec la sortie d'un nouvel album, Quand les hommes…, où l'on trouve des reprises de titres de Georges Brassens notamment ou encore d'Yves Duteil ainsi que des inédits. Des concerts sont prévus à l'Olympia pour novembre.
Le 3 juin 2008, Rika Zaraï est hospitalisée en urgence à la suite d'un accident vasculaire cérébral (AVC). Elle est placée en soins intensifs à l'hôpital de la Salpêtrière, souffrant notamment d'une paralysie partielle du côté gauche du corps (hémiplégie). À la mi-juillet, elle regagne son domicile parisien et entame une phase de rééducation.
Le 3 octobre 2013, elle fait son retour à la télévision au journal de 13 heures sur TF1 et dans le quotidien Le Parisien à l'occasion de la sortie du double CD Anthologie 1960-1982 chez Marianne Mélodie.
Toujours dans Le Parisien elle dit : « Je ne suis pas une vieille midinette qui chante uniquement les fleurs, le ciel bleu. J'avais étudié la santé pendant dix ans avant d'écrire (mes livres), ce n'était pas une lubie. Manger cinq fruits et légumes par jour, je le disais déjà à l'époque. »
Le 31 décembre 2016, Yohanan Zaraï, premier mari de Rika Zaraï et père de sa fille, meurt.
En septembre 2019 sort chez Marianne Mélodie une compilation de 100 chansons.
Le 3 février 2020, douze ans après son AVC, elle chante en public Prague de 1966 lors de la soirée la Nuit de la déprime organisée par Raphaël Mezrahi aux Folies Bergère à Paris.

### Mort
Rika Zaraï meurt à 82 ans, le 23 décembre 2020, dans le 15e arrondissement de Paris. Elle est inhumée dans la plus stricte intimité à Oisy (Nièvre), où elle vivait depuis plusieurs années.

## Publications
- Rika Zaraï à cœur ouvert, Rijois, 1978
- Ma médecine naturelle, Michel Lafon, 1985
- 47 recettes de plantes, Mangina, 1986
- Soins et beauté par l'argile et les plantes, Mangina, 1987
- Mes secrets naturels pour guérir et réussir, J-C Lattès, 1988
- La Beauté naturelle, Mangina, 1989
- Mes recettes saines et gourmandes, Taillandier, 1989
- Ces émotions qui guérissent, Michel Lafon, 1995
- Le Code secret de votre personnalité, Michel Lafon, 1996
- L'espérance a toujours raison (mémoires), Michel Lafon, 2006